# إيوري (فلم)
إيوري (بالإنجليزية: Iyore) أو العودة: حياة بعد حياة (بالإنجليزية: The Return: A Life after Life) هو فيلم دراما نيجيري صدر سنة 2014 وأخرجه فرانك راجا أراسي. الفيلم من بطولة كل من ريتا دومينيك وجوزيف بنجامين وأوكاوا شازناي وبول أوبازيلي وبوكي رايت وييمي بلاك. تدور أحداث الفيلم في حقبة إمبراطورية بنين. تلقى الفيلم 10 ترشيحات في حفل توزيع جوائز أكاديمية الأيقونات الذهبية للأفلام لسنة 2014، وفاز في الأخير بأربع جوائز هي جائزة أفضل مُمثلة (ريتا دومينيك) وجائزة مُنتج السنة وجائزة أفضل تصميم أزياء وجائزة أفضل مكياج.

## طاقم التمثيل
- ريتا دومينيك في دور أوساروغوي.
- جوزيف بنجامين في دور الأمير أزوا.
- أوكاوا شازناي في دور الأميرة أجوكي/أمينزي/أونايوو.
- ييمي بلاك في دور أوفي.
- بول أوبازيلي في دور أوبا.
- بوكي رايت بدور الملكة أديكويا.

## روابط خارجية
مقالات تستعمل روابط فنية بلا صلة مع ويكي بيانات